# Araneus nox
Araneus nox este o specie de păianjeni din genul Araneus, familia Araneidae. A fost descrisă pentru prima dată de Simon, 1877. Conform Catalogue of Life specia Araneus nox nu are subspecii cunoscute.